# Sabulodes cleodora
Sabulodes cleodora là một loài bướm đêm trong họ Geometridae.